# Ernesto Cesàro
Ernesto Cesàro, italijanski matematik, * 12. marec 1859, Neapelj, Italija, † 12. september 1906, Torre Annunziata, Italija.
Cesàro je najbolj znan po svojem delu iz diferencialne geometrije.

## Življenje in delo
Študiral je na École des Mines v Liègu.
Leta 1890 je prvič predlagal sistematično definicijo vsote divergentnih vrst. Pomen takšne vsote je v tem, da vrsta, ki ne konvergira, ima še vedno dobro definirano Cesàrovo vsoto. Če pa vrsta pozitivno divergira k neskončni vrednosti, nima v nobenem primeru takšne vrste vsote. Cesàrova sredina podaja metodo povprečenja vsot divergentnih vrst. Cesàrova sredina je aritmetična sredina prvih n členov zaporedja {\displaystyle (a_{n})}.